# تسريبات جزر البهاما
تسريبات جزر البهاما هي 1.3 مليون ملف داخلي من سجل الشركة في جزر البهاما. بعد إصدار أوراق بنما في عام 2016، قام مصدر غير معروف بتسليم البيانات الداخلية من السجل الوطني للشركة في جزر البهاما إلى فريدريك أوبرماير وباستيان أوبرماير اللذين قاما بتحليلها بمساعدة الاتحاد الدولي للصحفيين الاستقصائيين. في الوقت نفسه نشر الاتحاد الدولي للصحافيين الاستقصائيين وزود دويتشه تسايتونج وشركاء إعلاميين آخرين تقارير مفصلة قبل نشر قاعدة بيانات على الإنترنت للكيانات الخارجية.
قدمت الملفات بيانات عن 175.888 شركة صورية وصناديق استثمارية تم تأسيسها في جزر البهاما بين عامي 1990 و2016. وأظهرت بيانات 38 جيجا بايت أن «العديد من رؤساء الدول والحكومات الحاليين والسابقين والسياسيين رفيعي المستوى، بما في ذلك مفوضة الاتحاد الأوروبي السابقة نيلي كروس، ووزير التعدين الكولومبي السابق كارلوس كاباليرو أرجايز، وحمد بن جاسم بن جابر آل ثاني رئيس الوزراء السابق لدولة قطر، ونائب رئيس أنغولا مانويل دومينغوس فيسنتي، بالإضافة إلى مديري أو سكرتير أو رؤساء شركات جزر البهاما».
تم نشر الملفات في وقت لاحق كجزء من مجموعة أكبر من خلال الإنكار الموزع للأسرار. اتهم المدعي العام لجزر الباهاما المجموعة باختراق سجل الشركة، على الرغم من أن هذا كان محل خلاف من قبل المجموعة والاتحاد الدولي للصحافيين الاستقصائيين وزود دويتشه تسايتونج.

## قاعدة بيانات التسريبات
بالاقتران مع وثائق من وثائق بنما وغيرها من الوثائق الخارجية المسربة، تم توفير قاعدة بيانات مجانية عبر الإنترنت ويمكن البحث فيها بشكل عام عن الشركات الخارجية للجمهور. تحتوي قاعدة البيانات على معلومات حول 500.000 كيان مرتبطة بـ 200 دولة وإقليم.